# Paul Turpin
Paul Maurice Turpin (Pau, 8 gennaio 1993) è un cestista francese.

## Carriera
Con la Francia under 20 ha disputato i FIBA EuroBasket Under-20 2013.